# Carl-Erik Holmberg
Carl-Erik Holmberg (Göteborg, 1906. július 17. – Göteborg, 1991. június 5.), svéd válogatott labdarúgó.
A svéd válogatott tagjaként részt vett az 1934-es világbajnokságon.

## Sikerei, díjai
Örgyte
- Svenska Serien győztese (1): 1923–24
- Svéd bajnok (2): 1925–26, 1927–28

Egyéni
A svéd bajnokság gólkirálya (3): 1925–26 (29 gól), 1927–28 (27 gól), 1931–32 (29 gól)